# 구로키 고헤이
구로키 고헤이(일본어: 黒木 晃平, 1989년 7월 31일 ~ )는 일본의 축구 선수이다. 현재 J2리그의 로아소 구마모토에서 뛰고 있다. 구로키 교헤이의 쌍둥이 형이다.

## 구단 경력
그는 2010년부터 J리그의 사간 도스, 로아소 구마모토에서 뛰었다.

## 같이 보기
- 구로키 교헤이